# Deuxième circonscription de Valenciennes
La deuxième circonscription de Valenciennes était une circonscription législative française que comptait le département du Nord sous la  Troisième République  de 1876 à 1885, de 1889 à 1919 et de 1928 à 1940.

## La circonscription de 1876 à 1885

### Description géographique et démographique
La deuxième circonscription de Valenciennes était située à la périphérie de l'agglomération valenciennoise. Située entre les arrondissements de Douai et d'Avesnes-sur-Helpe, la circonscription est centrée autour de la ville de Saint-Amand-les-Eaux. 
Elle regroupait les divisions administratives suivantes : canton de Saint-Amand-les-Eaux-Rive droite ; canton de Saint-Amand-les-Eaux-Rive gauche ; canton de Bouchain et le canton de Condé-sur-l'Escaut.

### Historique des députations
| Législature     | Début de mandat | Fin de mandat    | Député élu    | Parti politique    | Observations       |
| --------------- | --------------- | ---------------- | ------------- | ------------------ | ------------------ |
| 1re législature | 20 février 1876 | 20 juin 1877     | Léon Renard   | Appel au peuple    |                    |
| 2e législature  | 14 octobre 1877 | 1er janvier 1878 | Léon Renard   | Appel au peuple    | Election invalidée |
| 2e législature  | 21 juillet 1878 | 27 octobre 1881  | Alfred Girard | Union républicaine |                    |
| 3e législature  | 21 août 1881    | 9 novembre 1885  | Alfred Girard | Union républicaine |                    |

## La circonscription de 1889 à 1919

### Description géographique et démographique
La 2e circonscription de Valenciennes était située à la périphérie de l'agglomération valenciennoise. Située entre les arrondissements de Douai et d'Avesnes-sur-Helpe, la circonscription est centrée autour de la ville de Saint-Amand-les-Eaux. 
Elle regroupait les divisions administratives suivantes : canton de Saint-Amand-les-Eaux-Rive droite ; canton de Saint-Amand-les-Eaux-Rive gauche et le canton de Valenciennes-Nord.

### Historique des députations
| Législature     | Début de mandat   | Fin de mandat   | Député élu      | Parti politique    | Observations                                   |
| --------------- | ----------------- | --------------- | --------------- | ------------------ | ---------------------------------------------- |
| 5e législature  | 22 septembre 1889 | 14 octobre 1893 | Jules Sirot     | Républicain        |                                                |
| 6e législature  | 20 août 1893      | 31 mai 1898     | Ferdinand Lepez | Radical-socialiste |                                                |
| 7e législature  | 22 mai 1898       | 31 mai 1902     | Ferdinand Lepez | Radical-socialiste |                                                |
| 8e législature  | 11 mai 1902       | 31 mai 1906     | Ferdinand Lepez | Radical-socialiste |                                                |
| 9e législature  | 20 mai 1906       | 31 mai 1910     | Henri Durre     | Parti socialiste   |                                                |
| 10e législature | 8 mai 1910        | 31 mai 1914     | Émile Davaine   | Gauche radicale    |                                                |
| 11e législature | 10 mai 1914       | 28 octobre 1918 | Henri Durre     | Parti socialiste   | Décès du député Henri Durre le 28 octobre 1918 |

## La circonscription de 1928 à 1940

### Description géographique et démographique
La 2e circonscription de Valenciennes était située à la périphérie de l'agglomération valenciennoise. Située entre les arrondissements de Douai et d'Avesnes-sur-Helpe, la circonscription est centrée autour de la ville de Saint-Amand-les-Eaux. 
Elle regroupait les divisions administratives suivantes : canton de Saint-Amand-les-Eaux-Rive droite ; canton de Saint-Amand-les-Eaux-Rive gauche et le canton de Valenciennes-Nord.

### Historique des députations
| Législature     | Début de mandat | Fin de mandat   | Député élu      | Parti politique | Observations                                                           |
| --------------- | --------------- | --------------- | --------------- | --------------- | ---------------------------------------------------------------------- |
| 14e législature | 29 avril 1928   | 31 mai 1932     | Léon Millot     | Gauche radicale |                                                                        |
| 15e législature | 8 mai 1932      | 31 mai 1936     | Ernest Couteaux | SFIO            |                                                                        |
| 16e législature | 3 mai 1936      | 21 janvier 1940 | Arthur Musmeaux | PCF             | Arthur Musmeaux est déchu de son mandat par la loi du 21 janvier 1940. |